# Conseil d'État des Affaires générales

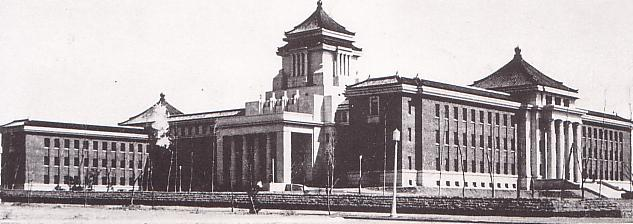
Siège du conseil d'État des Affaires générales du Mandchoukouo.

Le conseil d'État des Affaires générales (国務院) est la branche administrative exécutive de facto du gouvernement du Mandchoukouo, territoire contrôlé par l'empire du Japon.

## Contexte
Le Mandchoukouo devient une monarchie le 1er mars 1934, avec pour souverain l'ancien empereur de la dynastie Qing, Puyi, sous le nom de règne Kangde. Un rescrit impérial publié le même jour, promulgue la loi organique du nouvel État, établi un conseil privé (参議府), un conseil législatif (立法院) et le conseil d'État des Affaires générales pour « conseiller et assister l'empereur dans la charge de ses devoirs ». Le conseil privé est un corps nommé composé d'amis et de proches confidents de Puyi, et le conseil législatif est largement symbolique et n'a aucune autorité réelle. Le conseil d'État est de son côté le centre du pouvoir politique du Mandchoukouo.

## Travail
Le conseil d'État des Affaires générales est composé de dix ministères qui forment un cabinet. Les ministres sont tous des natifs du Mandchoukouo, d'ethnie mandchoue ou des Chinois Han et, dans tous les cas, les vice-ministres de chaque ministère sont des officiers de l'armée impériale japonaise, nommés par l'armée du Guandong. Les fonctions de ces vice-ministres japonais sont identiques à celles des commissaires résidents (en) dans les protectorats britanniques dans le sens qu'ils disposent de l'approbation finale de toutes les actions des ministres « natifs ». Le conseil d'État lui-même est présidé par un secrétaire-général, dont le premier est un japonais, Takuzo Komai.
La composition initial du conseil est au moment du mandat du premier ministre Zheng Xiaoxu composé des ministères suivants :

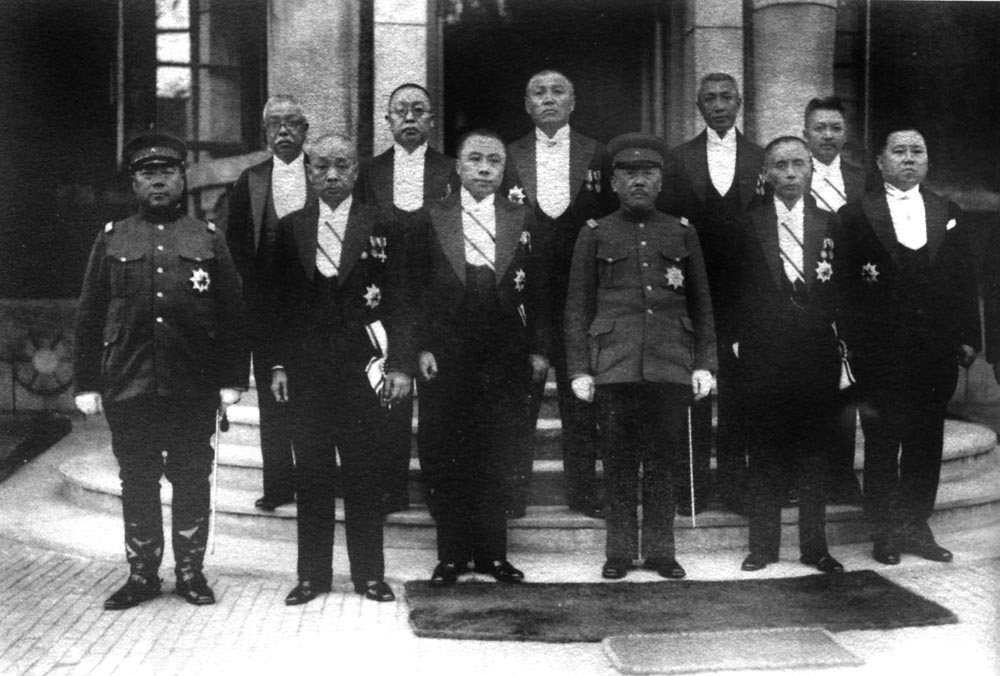
Cabinet du Mandchoukouo.

- Premier ministre
- Affaires intérieures
- Affaires étrangères
- Défense
- Finance
- Industrie et Agriculture
- Transports et Communications
- Justice
- Éducation
- Affaires mongoles

## Le siège du conseil d'État
Le siège du conseil d'État est un imposant bâtiment de quatre étages avec deux ailes annexes de trois étages construits dans le centre-ville d'Hsinking en béton armé avec un toit pseudo-oriental et des tours. Le bâtiment est conçu pour que son entrée principale fasse face à l'ouest. Il est encore utilisé de nos jours par le gouvernement de la province chinoise de Jilin. Chacun des ministères du Mandchoukouo possédaient également son propre siège imposant. La plupart de ces bâtiments restent utilisés de nos jours pour diverses activités dans la Chine moderne.

## Source de la traduction
- (en) Cet article est partiellement ou en totalité issu de l’article de Wikipédia en anglais intitulé « General Affairs State Council » (voir la liste des auteurs).